# Valvoline
Valvoline Inc. er en amerikansk virksomhed, der producerer og markedsfører motorolie, additiver og smøremidler til auto-detailhandlen. De ejer Valvoline Instant Oil Change, Great Canadian Oil Change og Valvoline Express Care autoværkstedskæderne. De udbyder olieskift på 1.650 lokationer i USA.